# Campeonato Mundial de Tríos de AAA

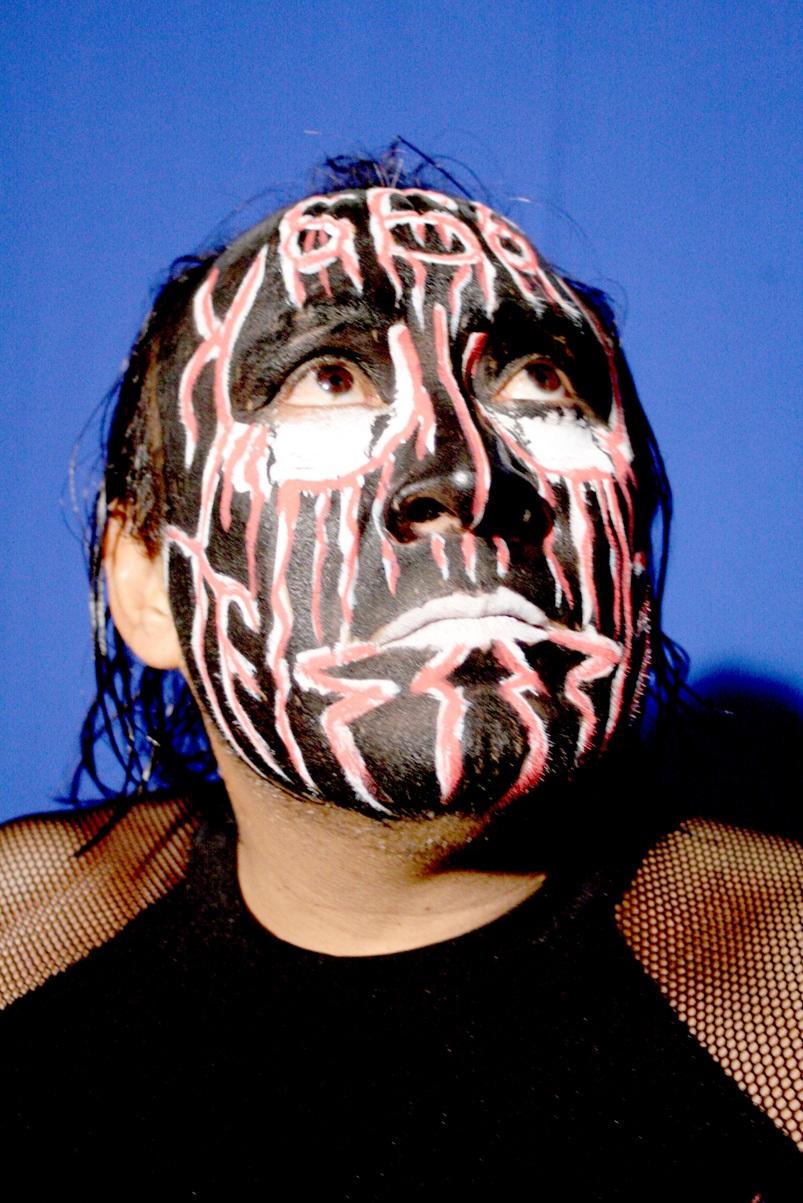
Damián 666, primer campeón junto a Halloween & X-Fly.

El Campeonato Mundial de Tríos de AAA o Campeonato Mundial de Tercias de AAA (AAA World Trios Championship en inglés) es un campeonato de lucha libre profesional promovido por Lucha Libre AAA Worldwide (AAA). Los campeones actuales son Los Psycho Circus (Dave the Clown, Murder Clown & Panic Clown), quienes se encuentran en su primer reinado en conjunto.
Los combates por el campeonato suelen ser habituales de los eventos pago por visión (PPV) de la empresa — incluido Triplemanía, el evento más importante de AAA.
Tras su establecimiento en 2011, fue clasificado como un campeonato exclusivo para parejas, coexistiendo con el Campeonato Mundial en Parejas Mixto de AAA (solamente para hombre y mujer) y el Campeonato Mundial en Parejas de AAA. Sin embargo, existen excepciones donde más de tres luchadores pueden ser considerados campeones al mismo tiempo — y defender los campeonatos — bajo la denominada Freebird Rule, como es el caso de los reinados de Los Mercenarios.

## Torneo por el título
El torneo de inició el 18 de mayo de 2011 en el Auditorio Miguel Barragán de San Luis Potosí y la final se realizó en el Palacio de los Deportes el 18 de junio de 2011 durante el evento TripleManía XIX.

### Equipos
- Equipo IWRG: Cerebro Negro, Dr. Cerebro & Eterno
- La Milicia: Super Fly, Tigre Cota & Tito Santana
- La Real Fuerza Aérea AAA: Aero Star, Argenis & Laredo Kid
- Los Bizarros: Billy El Malo, Charly Manson & Cibernético (Escoria sólo participó en semifinales)
- La Maniarquía: Chessman, Silver Caín & Último Gladiador
- Los Perros del Mal: Damián 666, Halloween & X-Fly (El Hijo del Perro Aguayo sólo participó en semifinales)
- Los Psycho Circus: Monster Clown, Murder Clown & Psycho Clown
- The Dark Family: Dark Cuervo, Dark Espíritu & Dark Ozz

### Desarrollo
|  | Cuartos de final         | Cuartos de final |                    |                    | Semifinales | Semifinales       |  |  | Final | Final |  |
|  |                          |                  |                    |                    |             |                   |  |  |       |       |  |
|  |                          |                  |                    |                    |             |                   |  |  |       |       |  |
|  | La Milicia               |                  |                    |                    |             |                   |  |  |       |       |  |
|  |                          |                  |                    |                    |             |                   |  |  |       |       |  |
|  | The Dark Family          | W                |                    |                    |             |                   |  |  |       |       |  |
|  | The Dark Family          | W                | The Dark Family    |                    |             |                   |  |  |       |       |  |
|  |                          |                  |                    |                    |             |                   |  |  |       |       |  |
|  |                          |                  | Los Psycho Circus  | W                  |             |                   |  |  |       |       |  |
|  | La Maniarquía            |                  | Los Psycho Circus  | W                  |             |                   |  |  |       |       |  |
|  |                          |                  |                    |                    |             |                   |  |  |       |       |  |
|  | Los Psycho Circus        | W                |                    |                    |             |                   |  |  |       |       |  |
|  | Los Psycho Circus        | W                |                    |                    |             | Los Psycho Circus |  |  |       |       |  |
|  |                          |                  |                    |                    |             |                   |  |  |       |       |  |
|  |                          |                  | Los Perros del Mal | W                  |             |                   |  |  |       |       |  |
|  | La Real Fuerza Aérea AAA |                  | Los Perros del Mal | W                  |             |                   |  |  |       |       |  |
|  |                          |                  |                    |                    |             |                   |  |  |       |       |  |
|  | Los Perros del Mal       | W                |                    |                    |             |                   |  |  |       |       |  |
|  | Los Perros del Mal       | W                |                    | Los Perros del Mal | W           |                   |  |  |       |       |  |
|  |                          |                  |                    | Los Perros del Mal | W           |                   |  |  |       |       |  |
|  |                          |                  | Los Bizarros       |                    |             |                   |  |  |       |       |  |
|  | Equipo IWRG              |                  |                    |                    |             |                   |  |  |       |       |  |
|  |                          |                  |                    |                    |             |                   |  |  |       |       |  |
|  | Los Bizarros             | W                |                    |                    |             |                   |  |  |       |       |  |
|  | Los Bizarros             | W                |                    |                    |             |                   |  |  |       |       |  |
|  |                          |                  |                    |                    |             |                   |  |  |       |       |  |

## Historia
Anteriormente, la AAA promovió el Campeonato de las Américas de Tríos de AAA, coronando a Los Villanos (Villano III, Villano IV y Villano V) como campeones el 8 de marzo de 1996, luego de que estos vencieran a Cien Caras, Heavy Metal y Latin Lover en la final de un torneo de 16 equipos. El 19 de noviembre del mismo año, Los Oficiales (Guardia, Oficial y Vigilante) vencieron a Los Villanos, ganándoles el título. Sin embargo, antes de concluir el año, los miembros de La Dinastía Imperial ganaron nuevamente el campeonato, hasta que este quedó inactivo el 2 de octubre de 1996, cuando Los Villanos dejaron la AAA.
La AAA promovió el Campeonato Nacional Atómico durante 13 años, hasta que el 25 de enero de 2009 el comisionado de AAA, Vampiro fuera atacado por Chessman y Los Psycho Circus (Killer Clown, Psycho Clown y Zombie Clown) después de una lucha. Luego de estos hechos, Vampiro declaró vacante y posteriormente inactivo el campeonato. El Campeonato Nacional Atómico fue el último título de "grupo" manejado por la empresa.
El 18 de mayo de 2011 se inició una eliminatoria para sacar a los nuevos Campeones Mundiales de Tríos de la AAA, obteniendo como primeros clasificados hacía las semifinales a Los Psycho Circus y The Dark Family. Los siguientes en clasificar fueron Los Bizarros y Los Perros del Mal, de los cuales, los payasos y los perros salieron victoriosos. La final del torneo se realizó durante el magno evento denominado TripleManía XIX, en el cual se contó con la participación de luchadores internacionales de la empresa estadounidense Total Nonstop Action Wrestling (TNA).

## Campeones
El Campeonato Mundial de Tríos de AAA es un campeonato en parejas creado por la Asistencia Asesoría y Administración en 2011. Los campeones inaugurales fueron Los Perros del Mal (Damián 666, Halloween & X-Fly), quienes ganaron un torneo con final en Triplemanía XIX, y desde entonces ha habido 14 distintos equipos y 37 luchadores campeones oficiales, repartidos en 17 reinados en total. Además, el campeonato ha sido declarado vacante en dos ocasiones a lo largo de su historia. Sam Adonis es el único luchador no mexicano que ha ostentado el título. 
El reinado más largo en la historia del título le pertenece a Los Psycho Circus (Psycho Clown, Murder Clown & Monster Clown), quienes mantuvieron el campeonato por 846 días. Por otro lado, un equipo ha tenido un reinado de menos de 50 días: El Nuevo Poder del Norte (Carta Brava Jr., Tito Santana & Mocho Cota Jr.), sólo 33 días en 2017. Aquel reinado es el más corto en la historia del campeonato.
En cuanto a los días en total como campeones (un acumulado entre la suma de todos los días de los reinados individuales de cada luchador), Los Psycho Circus también posee el primer lugar, con 915 días como campeones en sus dos reinados. Les siguen El Nuevo Poder del Norte — Carta Brava Jr., Tito Santana & Mocho Cota Jr. — (402 días en sus tres reinados), Los Xinetez — Dark Cuervo, Dark Escoria & El Zorro — (287 días en su único reinado), y El Consejo — Máscara Año 2000 Jr., El Texano Jr. & Toscano — (275 días en su único reinado). En cuanto a los días en total como campeones, de manera individual, Psycho Clown, Murder Clown & Monster Clown poseen el primer lugar con 915 días entre sus dos reinados como campeón. Le siguen Averno & Chessman — (412 días en su tercer en sus 3 reinados), Dark Cuervo, Dark Escoria & El Zorro — (287 días en su único reinado), y Máscara Año 2000 Jr., El Texano Jr. & Toscano (275 en su único reinado).
Los Apaches (Gran Apache, Mari Apache y Faby Apache) y Los Mercenarios (La Hiedra, Rey Escorpión & El Texano Jr.) son los dos tríos mixto en ganar el campeonato.
Faby Apache, Mari Apache y La Hiedra son las tres luchadoras en ganar el campeonato.
Por último, El Nuevo Poder del Norte es el equipo con más reinado, con tres cada uno. Individualmente, Averno, Chessman, Carta Brava Jr., Tito Santana, Mocho Cota Jr. y Murder Clown son los luchadores con más reinados, con tres cada uno.

### Campeones actuales
Los actuales campeones son Los Psycho Circus (Dave the Clown, Murder Clown & Panic Clown), quienes se encuentran en su primer reinado como campeones. Dave, Murder y Panic ganaron los campeonatos tras derrotar a los ex campeones Los Vipers (Abismo Negro Jr., El Fiscal & Psicosis) en un Steel Cage Match el 17 de noviembre de 2024 en AAA Orígenes. 
Los Psycho Circus aun no registran hasta el 12 de agosto de 2025 las siguientes defensas televisadas:

### Lista de campeones
| N.º | Campeones                                                                                            | Lucha                   | Lucha                               | Lucha                            | Estadísticas | Estadísticas | Notas y referencias |
| N.º | Campeones                                                                                            | Fecha                   | Evento                              | Ubicación                        | Reinado      | Días         | Notas y referencias |
| --- | --- | ----------------------- | ----------------------------------- | -------------------------------- | ------------ | ------------ | --- |
| 1   | Los Perros del Mal (Damián 666 (1), Halloween (1) & X-Fly (1))                                       | 18 de junio de 2011     | Triplemanía XIX                     | Ciudad de México                 | 1            | 267          | Derrotaron a Los Psycho Circus (Monster Clown, Murder Clown y Psycho Clown) en un Extreme match para ganar los Campeonatos inaugurales.                                                                            |
| 2   | Los Psycho Circus Monster Clown (1), Murder Clown (1) & Psycho Clown (1))                            | 11 de marzo de 2012     | AAA Sin Límite                      | Ecatepec, Estado de México       | 1            | 69           | [ 5 ] |
| 3   | El Consejo (El Texano Jr. (1), Máscara Año 2000 Jr. (1) & Toscano (1))                               | 19 de mayo de 2012      | Noche de Campeones                  | Chilpancingo, Guerrero           | 1            | 275          | [ 6 ] |
| 4   | Los Psycho Circus Monster Clown (2), Murder Clown (2) & Psycho Clown (2))                            | 18 de febrero de 2013   | AAA Sin Límite                      | Irapuato, Guanajuato             | 2            | 846          | Este es el reinado más largo de la historia. |
| 5   | Hell Brothers (Averno (1), Chessman (1) & Cibernético (1))                                           | 14 de junio de 2015     | Verano de Escándalo                 | Monterrey, Nuevo León            | 1            | 206          | [ 8 ] |
| —   | Vacante                                                                                              | 6 de enero de 2016      | —                                   | —                                | —            | —            | Debido a que Cibernético deja AAA por segunda vez. |
| 6   | Los Xinetez (Dark Cuervo (1), Dark Escoria (1) & El Zorro (1))                                       | 22 de enero de 2016     | Guerra de Titanes                   | Zapopan, Jalisco                 | 1            | 287          | Derrotaron a Electroshock, Garza Jr. & La Parka y El Hijo de Pirata Morgan, El Hijo del Fantasma & Taurus. |
| 7   | Los OGTs (Averno (2), Chessman (2) & Ricky Marvin (1))                                               | 4 de noviembre de 2016  | AAA Worldwide                       | Aguascalientes, Aguascalientes   | 1            | 122          | [ 11 ] |
| 8   | Los Apaches (El Apache (1), Faby Apache (1) & Mari Apache (1))                                       | 5 de marzo de 2017      | AAA Worldwide                       | Apizaco, Tlaxcala                | 1            | 47           | Derrotó a Ricky Marvin en una Title vs. Career match. |
| 9   | El Nuevo Poder del Norte (Soul Rocker (1), Carta Brava Jr. (1) & Mocho Cota Jr. (1))                 | 21 de abril de 2017     | AAA Worldwide                       | Tijuana, Baja California         | 1            | 59           | Derrotaron a Faby Apache, Psycho Clown y a Dr. Wagner Jr. (Sustituyendo a Mari Apache y a El Apache en una lucha titular).                                                                                         |
| —   | Vacante                                                                                              | 19 de junio de 2017     | AAA Worldwide                       | Nuevo Laredo, Tamaulipas         | —            | —            | Debido a que El Nuevo Poder del Norte retuvieron sus campeonatos por descalificación ante Aero Star, Drago y a Raptor, en la cual el gerente general de AAA Vampiro anuló el resultado.                            |
| 10  | El Nuevo Poder del Norte (Tito Santana (2), Carta Brava Jr. (2) & Mocho Cota Jr. (2))                | 1 de octubre de 2017    | Héroes Inmortales XI                | San Luis Potosí, San Luis Potosí | 2            | 33           | Derrotaron a Aero Star, Drago y a Raptor en un Best of Five Series obteniendo su tercera victoria. Tito Santana anteriormente conocido como Soul Rocker.                                                           |
| 11  | Los OGTs (Averno (3), Chessman (3) & Super Fly (1))                                                  | 3 de noviembre de 2017  | AAA Worldwide                       | Querétaro, Querétaro             | 1            | 84           | [ 15 ] |
| 12  | El Nuevo Poder del Norte (Tito Santana (3), Carta Brava Jr. (3) & Mocho Cota Jr. (3))                | 26 de enero de 2018     | Guerra de Titanes                   | Ciudad de México                 | 3            | 310          | Fue un Tag Team Fatal 4-Way Elimination Match, el cual incluyó a Los OGT's (Averno, Chessman y Super Fly), Aero Star, Drago y Raptor y Angelikal, Bengala y Máscara de Bronce.                                     |
| 13  | Los Jinetes del Aire (El Hijo del Vikingo (1), Laredo Kid (1) & Myzteziz Jr. (1))                    | 2 de diciembre de 2018  | Guerra de Titanes (Parte 2)         | Aguascalientes, Aguascalientes   | 1            | 244          | [ 17 ] |
| —   | Vacante                                                                                              | 3 de agosto de 2019     | Triplemanía XXVII                   | Ciudad de México                 | —            | —            | Debido a que Laredo Kid abandono la agrupación para enforcar en su carrera individual. |
| 14  | Los Jinetes del Aire (El Hijo del Vikingo (2), Golden Magic/Octagón Jr. (1) & Myzteziz Jr. (2))      | 3 de agosto de 2019     | Triplemanía XXVII                   | Ciudad de México                 | 1            | 644          | Derrotaron a El Nuevo Poder del Norte (Carta Brava Jr., Mocho Cota Jr. & Tito Santana) y Las Fresas Salvajes (Pimpinela Escarlata, Mamba & Máximo). Durante su reinado, Magic se cambió de nombre como Octagón Jr. |
| 15  | Los Mercenarios (El Texano Jr. (2), La Hiedra (1), Rey Escorpión (1) & Taurus (1) & Villano III Jr.) | 8 de mayo de 2021       | Luchando por la Identidad de México | San Pedro Cholula, Puebla        | 1            | 301          | El campeonato fue ganado por Escorpión, Hiedra y Texano, pero Taurus y Villano III Jr. también son reconocidos campeón por la Freebird Rule.                                                                       |
| 16  | La Empresa (DMT Azul (1), Puma King & (1) Sam Adonis (1))                                            | 5 de marzo de 2022      | AAA 30 Aniversario                  | Ciudad Madero, Tamaulipas        | 1            | 153          | [ 20 ] |
| 17  | Nueva Generación Dinamita (El Cuatrero (1), Forastero (1) & Sansón (1))                              | 5 de agosto de 2022     | Verano de Escándalo                 | Aguascalientes, Aguascalientes   | 1            | 350          | El Hijo de Máscara Año 2000 reemplazó a Cuatrero cuando estaba detenido por sus acusaciones de su pareja Stephanie Vaquer, pero no fue reconocido como campeón.                                                    |
| 18  | Los Vipers (Abismo Negro Jr. (1), Psicosis (1) & Toxin (1))                                          | 21 de julio de 2023     | Verano de Escándalo                 | Aguascalientes, Aguascalientes   | 1            | 485          | El 28 de febrero de 2024, Toxin abandonó AAA, aunque todavía es reconocido por AAA como un tercio de los Campeones Mundiales de Tríos AAA.                                                                         |
| 19  | Los Psycho Circus (Dave the Clown (1), Murder Clown (3) & Panic Clown (1))                           | 17 de noviembre de 2024 | AAA Orígenes                        | Saltillo, Coahuila               | 1            | 268+         | Fue un Steel Cage Match. |

### Total de días como campeones
La siguiente lista muestra el total de días que un equipo o un luchador ha poseído el campeonato, si se suman todos los reinados que posee. 

#### Por equipos
A la fecha del 12 de agosto de 2025.
| + | Indica el campeón actual |

| N.º | Equipo                                                                                | Reinados | Total de días |
| --- | ------------------------------------------------------------------------------------- | -------- | ------------- |
| 1   | Los Psycho Circus (Monster Clown, Murder Clown & Psycho Clown)                        | 2        | 915           |
| 2   | Los Jinetes del Aire (El Hijo del Vikingo, Golden Magic/Octagón Jr. & Myzteziz Jr.)   | 1        | 644           |
| 3   | Los Vipers (Abismo Negro Jr, Psicosis & Toxin)                                        | 1        | 485           |
| 4   | El Nuevo Poder del Norte (Soul Rocker/Tito Santana, Carta Brava Jr. & Mocho Cota Jr.) | 3        | 402           |
| 5   | Nueva Generación Dinamita (El Cuatrero, Forastero & Sansón)                           | 1        | 350           |
| 6   | Los Mercenarios (El Texano Jr., La Hiedra, Rey Escorpión, Taurus & Villano III Jr.)   | 1        | 301           |
| 7   | Los Xinetez (El Zorro, Dark Cuervo & Dark Escoria)                                    | 1        | 287           |
| 8   | El Consejo (Máscara Año 2000 Jr., El Texano Jr. & Toscano)                            | 1        | 275           |
| 9   | Los Psycho Circus (Dave the Clown, Murder Clown & Panic Clown)                        | 1        | 268+          |
| 10  | Los Perros del Mal (Damian 666, X-Fly & Halloween)                                    | 1        | 267           |
| 11  | Los Jinetes del Aire (El Hijo del Vikingo, Laredo Kid & Myzteziz Jr.)                 | 1        | 244           |
| 12  | Hell Brothers (Cibernético, Chessman & Averno)                                        | 1        | 206           |
| 13  | La Empresa (DMT Azul, Puma King & Sam Adonis)                                         | 1        | 153           |
| 14  | Los OGT's (Ricky Marvin, Chessman & Averno)                                           | 1        | 122           |
| 15  | Los OGT's (Super Fly, Chessman & Averno)                                              | 1        | 84            |
| 16  | Los Apaches (El Apache, Faby Apache & Mari Apache)                                    | 1        | 47            |

#### Por luchador

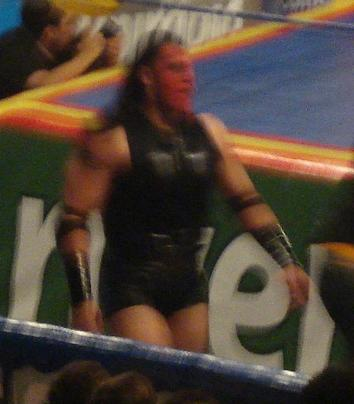
Chessman posee el récord de días acumulativos como campeón, además del récord de reinados individuales, junto a...

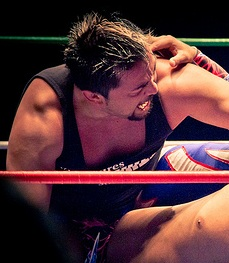
... Averno, con tres reinados cada uno.

A la fecha del 12 de agosto de 2025.
| + | Indica el campeón actual |

| N.º | Campeón                  | Reinados | Total de días |
| --- | ------------------------ | -------- | ------------- |
| 1   | Murder Clown             | 3        | 1183+         |
| 2   | Monster Clown            | 2        | 915           |
| 2   | Psycho Clown             | 2        | 915           |
| 4   | El Hijo del Vikingo      | 2        | 889           |
| 4   | Myzteziz Jr.             | 2        | 889           |
| 6   | Golden Magic/Octagón Jr. | 1        | 644           |
| 7   | El Texano Jr.            | 2        | 510           |
| 8   | Abismo Negro Jr.         | 1        | 485           |
| 8   | Psicosis                 | 1        | 485           |
| 8   | Toxin                    | 1        | 485           |
| 11  | Averno                   | 3        | 412           |
| 11  | Chessman                 | 3        | 412           |
| 13  | Carta Brava Jr.          | 3        | 402           |
| 13  | Mocho Cota Jr.           | 3        | 402           |
| 13  | Soul Rocker/Tito Santana | 3        | 402           |
| 16  | El Cuatrero              | 1        | 350           |
| 16  | Forastero                | 1        | 350           |
| 16  | Sansón                   | 1        | 350           |
| 19  | La Hiedra                | 1        | 301           |
| 19  | Rey Escorpión            | 1        | 301           |
| 19  | Taurus                   | 1        | 301           |
| 19  | Villano III Jr.          | 1        | 301           |
| 23  | Dark Cuervo              | 1        | 287           |
| 23  | Dark Escoria             | 1        | 287           |
| 23  | El Zorro                 | 1        | 287           |
| 26  | Máscara Año 2000 Jr.     | 1        | 275           |
| 26  | Toscano                  | 1        | 275           |
| 28  | Dave the Clown           | 1        | 268+          |
| 28  | Panic Clown              | 1        | 268+          |
| 30  | Damián 666               | 1        | 267           |
| 30  | X-Fly                    | 1        | 267           |
| 30  | Halloween                | 1        | 267           |
| 33  | Laredo Kid               | 1        | 244           |
| 34  | Cibernético              | 1        | 206           |
| 35  | DMT Azul                 | 1        | 153           |
| 35  | Puma King                | 1        | 153           |
| 35  | Sam Adonis               | 1        | 153           |
| 38  | Ricky Marvin             | 1        | 122           |
| 39  | Super Fly                | 1        | 84            |
| 40  | El Apache                | 1        | 47            |
| 40  | Faby Apache              | 1        | 47            |
| 40  | Mari Apache              | 1        | 47            |

### Mayor cantidad de reinados

#### Por equipos
| Reinados | Luchador (es)            |
| -------- | ------------------------ |
| 3 veces  | El Nuevo Poder del Norte |
| 2 veces  | Los Psycho Circus        |

#### Por luchador
| Reinados | Luchador (es)                                                                             |
| -------- | ----------------------------------------------------------------------------------------- |
| 3 veces  | Averno, Chessman, Carta Brava Jr., Mocho Cota Jr., Soul Rocker/Tito Santana, Murder Clown |
| 2 veces  | Psycho Clown, Monster Clown, El Hijo del Vikingo, Myzteziz Jr., El Texano Jr.             |